# Garching-Forschungszentrum (metropolitana di Monaco di Baviera)
La stazione di Garching-Forschungszentrum cioè Centro Ricerca Garching è una stazione della metropolitana di Monaco di Baviera che non si trova più nel comune della città bensì nel comune di Garching, cittadina universitaria confinante con Monaco di Baviera. La stazione fu inaugurata il  14 ottobre 2006.
Sui muri laterali 26 grosse tavole colorate dedicate ai famosi scienziati che hanno avuto un legame con i centri di ricerca di Monaco o di Garching. Tra di loro: Albert Einstein, Rudolf Diesel, Max Planck, Claude Dornier o Willy Messerschmitt.
I pannelli degli ultimi due scienziati provocarono proteste, essendo stati entrambi legati al regime nazista e avendo entrambi aiutato il regime nello sviluppo di nuove armi. 
Le tavole sono dipinte con sei colori giallo melone, blu e verde.